# Chvalaea
Chvalaea is een geslacht van insecten uit de familie van de Hybotidae, die tot de orde tweevleugeligen (Diptera) behoort.

## Soorten
Deze lijst is mogelijk niet compleet.
- C. rugosiventris (Strobl, 1910)
- C. sopianae Papp & Foldvari, 2001